# 科洛克湖
52°31′39″N 107°46′52″E / 52.52750°N 107.78111°E

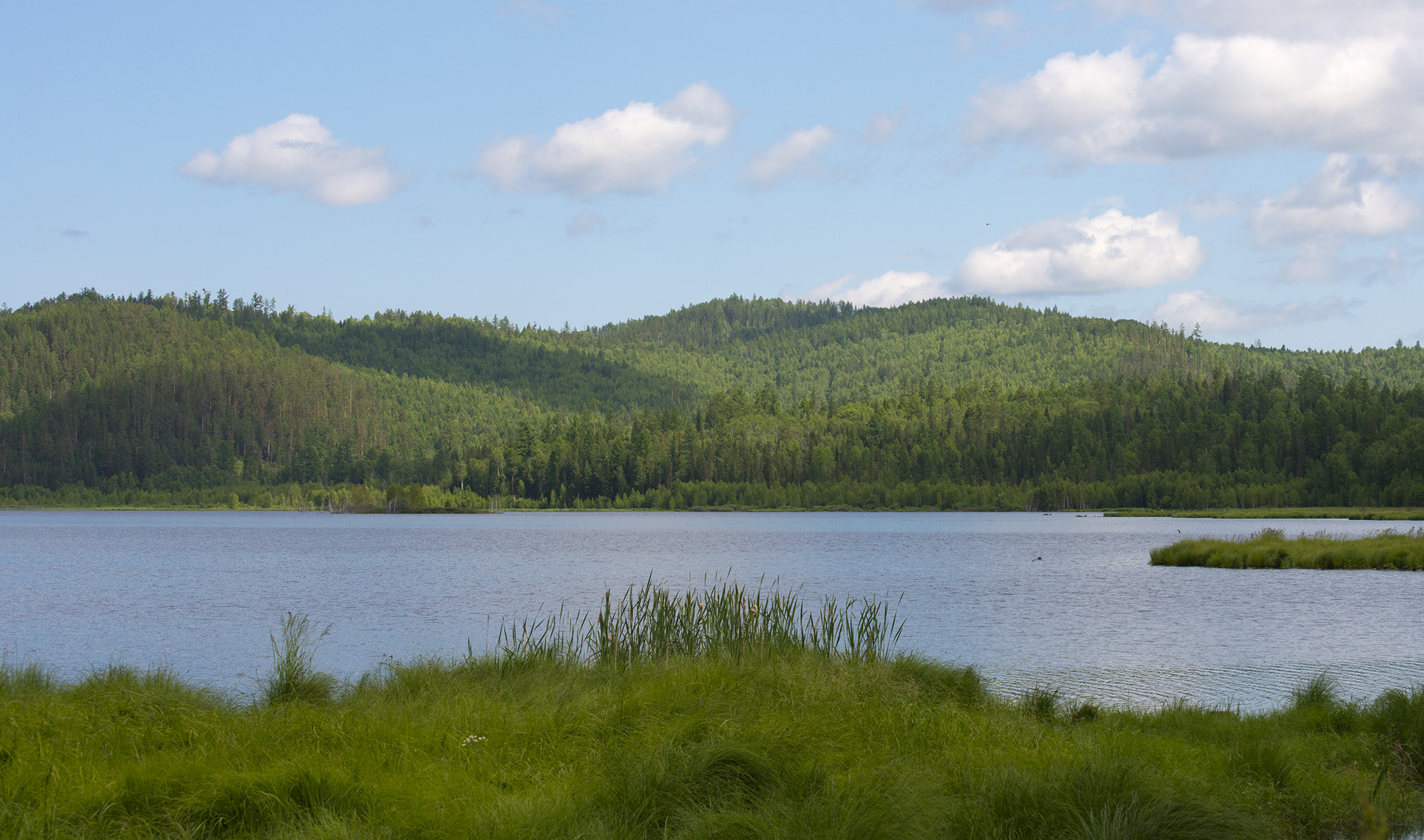

科洛克湖（俄语：Колок），是俄羅斯的湖泊，位於該國南部，由布里亞特共和國負責管轄，長2.5公里、寬1.3公里，面積1.56平方公里，海拔高度579米，集水區面積209平方公里，湖岸線長度2公里，平均水深10米。